# Свети Йоан Предтеча (Реомяе)
Вижте пояснителната страница за други значения на Свети Йоан Кръстител.
„Свети Йоан Предтеча“ (на естонски: Püha Eelkäija skiita) е православен скит на остров Сааремаа в Естония.
Това е единственият женски манастир на Естонската православна църква. Основан е през 2012 година при построената през 1873 година църква „Свети Андрей Първозвани“ в местността Реомяе.